# Krakauhintermühlen
Krakauhintermühlen est une ancienne commune autrichienne du district de Murau en Styrie.
Depuis le premier janvier 2015 elle fait partie de la municipalité nouvelle de Krakau, qui rassemble les anciennes communes de Krakaudorf, Krakauhintermuhlen et Krakauschatten.